# Titularbistum Castellum Medianum
Castellum Medianum ist ein Titularbistum der römisch-katholischen Kirche.
Es geht zurück auf einen untergegangenen Bischofssitz in der gleichnamigen antiken Stadt, die in Mauretanien (heute Algerien) lag.
| Titularbischöfe von Castellum Medianum |                            |                                              |                  |                   |
| Nr.                                    | Name                       | Amt                                          | von              | bis               |
| 1                                      | Enrique José Mühn SVD      | emeritierter Bischof von Jujuy (Argentinien) | 9. August 1965   | 21. Juli 1966     |
| 2                                      | Charles-Edouard Peters SMM | Weihbischof in Les Cayes (Haiti)             | 17. Oktober 1966 | 20. April 1972    |
| 3                                      | Anthony Iranyi SchP        |                                              | 20. Mai 1983     | 6. März 1987      |
| 4                                      | Francesco Cacucci          | Weihbischof in Bari-Bitonto (Italien)        | 16. April 1987   | 8. April 1993     |
| 5                                      | Santiago Pérez Sánchez     | Apostolischer Vikar von Caroni (Venezuela)   | 28. Mai 1993     | 2. Juli 1994      |
| 6                                      | Stefan Regmunt             | Weihbischof in Legnica (Polen)               | 3. Dezember 1994 | 29. Dezember 2007 |
| 7                                      | Joseph Hii Teck Kwong      | Weihbischof in Sibu (Malaysia)               | 25. Januar 2008  | 24. Dezember 2011 |
| 8                                      | Roque Costa Souza          | Weihbischof in Rio de Janeiro (Brasilien)    | 9. Mai 2012      |                   |